# سبيل هرمي
السبيل الهرمي أو السبيل المخي النخاعي الوحشي(بالإنجليزية: Pyramidal tracts)‏ ، وتشمل المساحات الهرمية في كل من القشرية والنخاعية القشرية. هذه التجميعات من الألياف العصبية في الخلايا العصبية الحركية العليا التي تنتقل من القشرة الدماغية وتنتهي إما في الدماغ ( القشرية ) أو الحبل الشوكي ( القشرية ) وتشارك في السيطرة على وظائف احركة في الجسم.

## عملها
يقوم الجهاز القشري القاعدي بدافع من الدماغ إلى الأعصاب القحفية. هذه الأعصاب تتحكم في عضلات الوجه والرقبة وتشارك في التغيرات والوظائف في الوجه، المضغ، البلع، وغيرها من المهام.
ينفذ الجهاز القشري النبضات من الدماغ إلى الحبل الشوكي. وهي تنتج في الجهاز الجانبي الأمامي. وتشارك القناة القشرية النخامية في الحركة الطوعية. تنتقل غالبية الألياف من القناة القشرية النخاعية عبر في النخاع، ممايؤدي إلى تحريك العضلات التي يتحكم فيها الجانب الآخر من الدماغ. يحتوي الجهاز القشري أيضًا على خلايا بيتز (أكبر خلايا هرمية )، والتي لا توجد في أي منطقة أخرى في الجسم.

## التسمية
تم تسمية المسالك الهرمية لأنها تمر عبر الهرمين النخاعيين. وهو السبيل الذي به تسيطر قشرة الدماغ على الحركات الإرادية للجهة المقابلة، وتنشأ الحركات في قشرة الدماغ الحركية وتسير خلال جذع الدماغ لتتقاطع في النخاع وتحتل أخيراً جزءاً من العمود الوحشي للحبل الشوكي وتبقى بعض الألياف غير متقاطعة في العمود الأمامي، وينتج وضعها السطحي ارتفاعاً هرمياً على السطح الأمامي للنخاع المستطيل.

## معرض صور

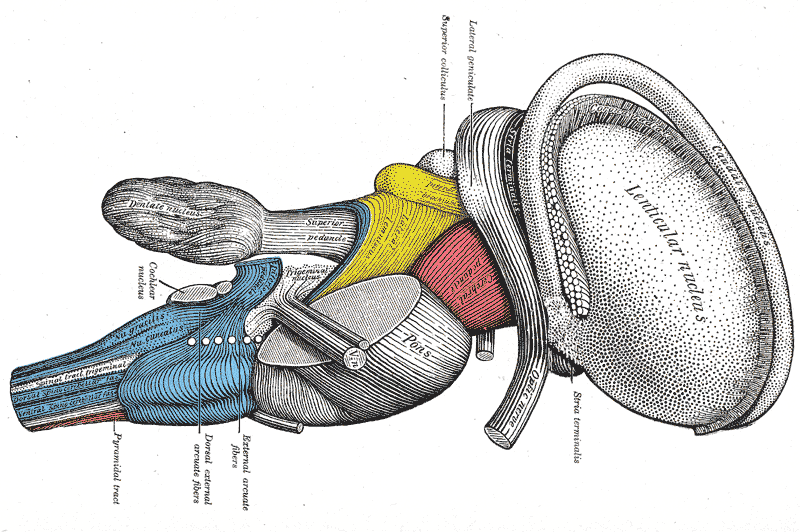
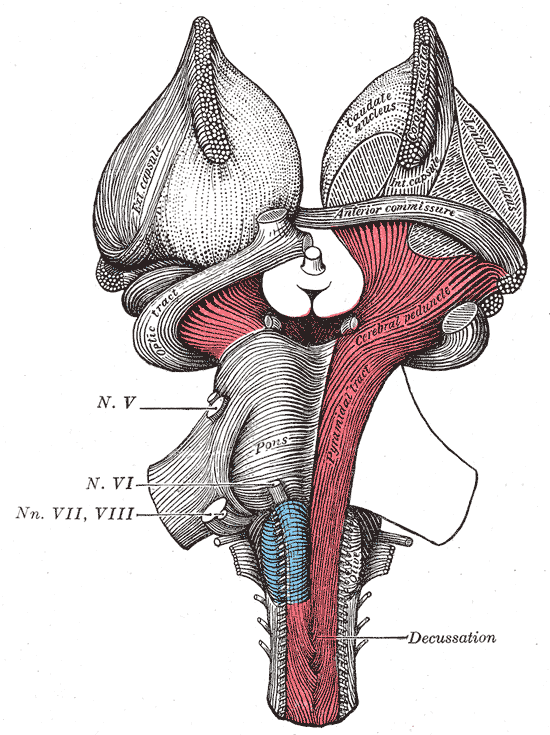
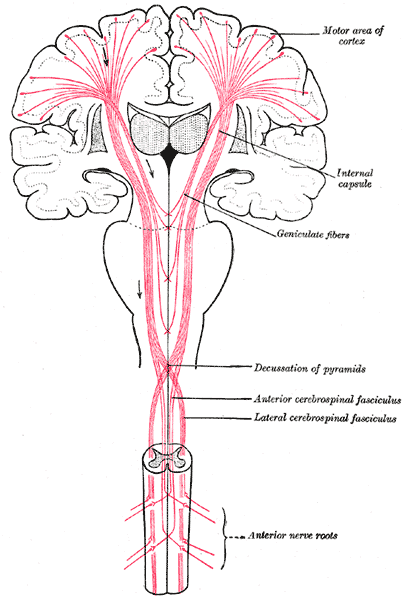
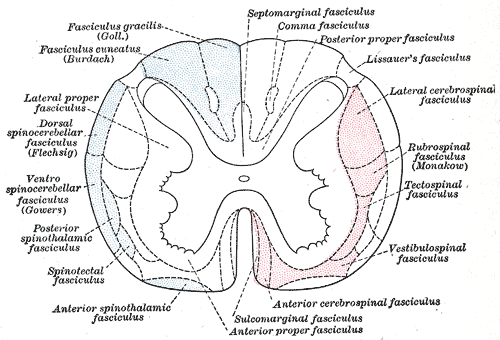

## وصلات خارجية
- McGill
- صور لشريحة دماغية مصبوغة تُشمل "Corticospinal tract" على مشروع برين مابز [الإنجليزية]‏